# Gord Pettinger
Gordon Robert „Gord“ Pettinger (* 17. November 1911 in Harrogate, England; † 12. April 1986) war ein kanadischer Eishockeyspieler britischer Herkunft, der im Verlauf seiner aktiven Karriere zwischen 1928 und 1945 unter anderem 339 Spiele für die New York Rangers, Detroit Red Wings, Boston Bruins in der National Hockey League auf der Position des Centers bestritten hat. Pettinger gewann während seiner acht Spielzeiten in der NHL insgesamt viermal den Stanley Cup, allerdings als nur einer von elf Spielern der Liga-Geschichte mit mindestens drei verschiedenen Teams.

## Karriere
Pettinger wurde im englischen Harrogate geboren, wuchs aber, nachdem die Familie samt seinem älteren Bruder Eric ausgewandert war, im kanadischen Regina in der Provinz Saskatchewan auf. Über die Regina Pats, für die er zwischen 1928 und 1930 zwei Jahre lang spielte und zwei Teilnahmen am prestigeträchtigen Memorial Cup erreichte, schaffte der Mittelstürmer den Sprung in den Profibereich. Bereits sein Bruder war zu Beginn der 1920er-Jahre für das Team aus ihrer Heimatstadt aufgelaufen.
In der Saison 1930/31 spielte Pettinger zunächst ein Jahr lang für die Vancouver Lions in der Pacific Coast Hockey League, nachdem er Ende Oktober 1930 von den New York Rangers aus der National Hockey League unter Vertrag genommen worden war. Nach dem Jahr an der kanadischen Pazifikküste wurde der Angreifer in der folgenden Spielzeit bei den Bronx Tigers in der Canadian-American Hockey League eingesetzt. Zur Spielzeit 1932/33 wechselte er auf Wunsch der Rangers innerhalb der Liga zu den Springfield Indians. Im Dezember 1932 debütierte er schließlich für New York in der NHL und setzte sich in der Folge im Kader fest, sodass er mit den Rangers am Ende der Stanley-Cup-Playoffs 1933 den Gewinn der gleichnamigen Trophäe feiern konnte. Trotz des Karrieresprungs endete Pettingers Zeit in New York im Oktober 1933 abrupt, als er an die Detroit Red Wings verkauft wurde. In Detroit blieb der gebürtige Brite weiterhin Stammspieler in der NHL. In den folgenden vier Jahren gewann er mit den Red Wings zwei weitere Stanley Cups – 1936 und 1937. Zeitweise kam er aber auch in Detroits Farmteams, den Detroit Olympics und London Tecumsehs, in der International Hockey League zu Einsätzen.
Nach dem dritten Cup-Erfolg absolvierte Pettinger noch zwölf Spiele für die Red Wings, ehe im Dezember 1937 ein abermaliger Vereinswechsel erfolgte. Im Tausch für Red Beattie wurde der Angreifer zu den Boston Bruins transferiert. Dort gewann er am Ende der Stanley-Cup-Playoffs 1939 seinen vierten und letzten Stanley Cup. Nach einem weiteren halben Jahr dort entschied sich der 29-Jährige seine Karriere abseits der NHL fortzusetzen. Mit Beginn der zweiten Hälfte des Spieljahres 1939/40 lief er für den Rest seiner Karriere in der American Hockey League auf. Er war zunächst bis zum Frühjahr 1942 für die Hershey Bears aktiv, was jedoch von der Einberufung in die kanadischen Streitkräfte aufgrund des Zweiten Weltkriegs unterbrochen wurde.
Mit dem Beginn der Saison 1944/45 hatte Pettinger seinen zweijährigen Militärdienst beendet und kehrte zunächst zu den Hershey Bears zurück. Im Verlauf der Spielzeit wechselte er allerdings zum Ligakonkurrenten Cleveland Barons. Am Ende der Saison beendete er seine aktive Karriere im Profibereich und bestritt in der Folge nur noch einige Spiele für die Regina Capitals aus seiner Heimatstadt. Pettinger verstarb im April 1986 im Alter von 74 Jahren.

## Erfolge und Auszeichnungen
- 1933 Stanley-Cup-Gewinn mit den New York Rangers
- 1936 Stanley-Cup-Gewinn mit den Detroit Red Wings
- 1937 Stanley-Cup-Gewinn mit den Detroit Red Wings
- 1939 Stanley-Cup-Gewinn mit den Boston Bruins

## Karrierestatistik
(Legende zur Spielerstatistik: Sp oder GP = absolvierte Spiele; T oder G = erzielte Tore; V oder A = erzielte Assists; Pkt oder Pts = erzielte Scorerpunkte; SM oder PIM = erhaltene Strafminuten; +/− = Plus/Minus-Bilanz; PP = erzielte Überzahltore; SH = erzielte Unterzahltore; GW = erzielte Siegtore; 1 Play-downs/Relegation; Kursiv: Statistik nicht vollständig)

## Familie
Pettingers älterer Bruder Eric Pettinger, dessen Spitzname „Cowboy“ lautete, war ebenfalls professioneller Eishockeyspieler und absolvierte zwischen 1928 und 1930 gut 100 Spiele in der National Hockey League. Dabei lief er für die Boston Bruins, Toronto Maple Leafs und Ottawa Senators auf. Der Großneffe Matt Pettinger schaffte zu Beginn des Jahrtausends ebenfalls den Sprung in die NHL, wo er über 420 Spiele absolvierte. Darüber hinaus war er lange in Deutschland aktiv.